# Gabrielle Cot (Bouguereau)
Pour les articles homonymes, voir Cot.
Gabrielle Cot est un portrait en huile sur toile de William-Adolphe Bouguereau peint en 1890. Gabrielle Cot est la fille du peintre français Pierre Auguste Cot, l'élève le plus notable de Bouguereau. Cette œuvre est la seule peinture non commandée que Bouguereau ait jamais peinte,,.

## Contexte
Ce travail est d'abord réalisé comme étude pour une autre peinture, mais Bouguereau, fasciné par son charme et sa beauté, décide de peindre son portrait.    

## Expositions et provenance
Le tableau est offert à Madame Duret par Bouguereau à l'occasion du mariage de Gabrielle, qui épouse Louis Zislin en 1890. Le tableau est exposé au Cercle de L'union Artistique à Paris en 1891. Il reste dans la famille Duret d'héritage en héritage jusqu'à ce qu'il soit vendu à New York le 10 novembre 1998 chez Sotheby's  il a été exposé un an plus tard en 1999 à la Newington Cropsey Foundation. Il est en dépôt au National Museum of Western Art, Tokyo depuis le 22 septembre 2022.  